# Coulvain
Coulvain település Franciaországban, Calvados megyében. Lakosainak száma 398 fő (2018. január 1.). Coulvain Cahagnes, Jurques, Saint-Georges-d’Aunay, Tracy-Bocage és Seulline községekkel határos.

## Népesség
A település népességének változása:
| Lakosok száma | 254  | 239  | 214  | 236  | 289  | 348  | 373  | 380  | 403  | 398  |
|               | 1962 | 1968 | 1982 | 1990 | 1999 | 2008 | 2011 | 2013 | 2017 | 2018 |